# Mahaut de Pouille
Mahaut de Pouille, dite aussi d'Apulie ou de Hauteville, morte vers 1112, fille de Robert Guiscard, duc de Pouille, et Sykelgaite de Salerne, devint par mariage comtesse de Barcelone, puis vicomtesse de Narbonne.

## Biographie
Mahaut est la fille aînée de Robert Guiscard, le fils d'un petit noble de Normandie ayant participé à l'aventure normande en Italie et devenu comte d'Apulie (ou Pouille) (1057), puis duc d'Apulie, de Calabre, et de Sicile (1059), et de sa seconde épouse, la princesse lombarde Sykelgaite de Salerne. Mahaut de Pouille naît probablement en 1059 ou 1060 à Melfi, capitale de l'Apulie, ou à Salerne, capitale d'une principauté lombarde.
En 1077 elle est envoyée à Barcelone pour épouser le comte Raimond-Bérenger II de Barcelone, de qui elle aura un fils, Raimond-Bérenger III.
Après le meurtre de son époux en 1082, elle se remarie entre 1085 et 1087 avec le vicomte Aymeri Ier de Narbonne. Ensemble, ils auront quatre fils :
- Aymeri II (mort en 1134), vicomte de Narbonne, son successeur ;
- Bernard, dit aussi Bernard Raimond (attesté en 1103) ;
- Guiscard (attesté en 1103) ;
- Bérenger (mort en 1162), d'abord moine à l'abbaye de Saint-Pons-de-Thomières (1103), puis abbé de Lagrasse (1114/1117-1156) et archevêque de Narbonne (1156-1162).

Après la mort de son second époux en Terre Sainte en 1105, elle assiste quelques années son fils Aymeri II dans le gouvernement de Narbonne, avant de se retirer en Catalogne, où on la retrouve souscrivant des actes de son fils aîné Raimond Bérenger III, comte de Barcelone, en 1111, puis le 11 juin 1112.
Mahaut de Pouille meurt vers l'an 1112.